# Iguana terrestre de les Galápagos
La iguana terrestre de les Galápagos (Conolophus subcristatus) és una espècie de sauròpsid (rèptil) escatós de la família dels iguànids. És una de les tres espècies del gènere Conolophus i és endèmica de les illes Galápagos principalment de les illes Fernandina, Isabela, Santa Cruz, North Seymour, Española i Plaza Sur.

## Anatomia i morfologia

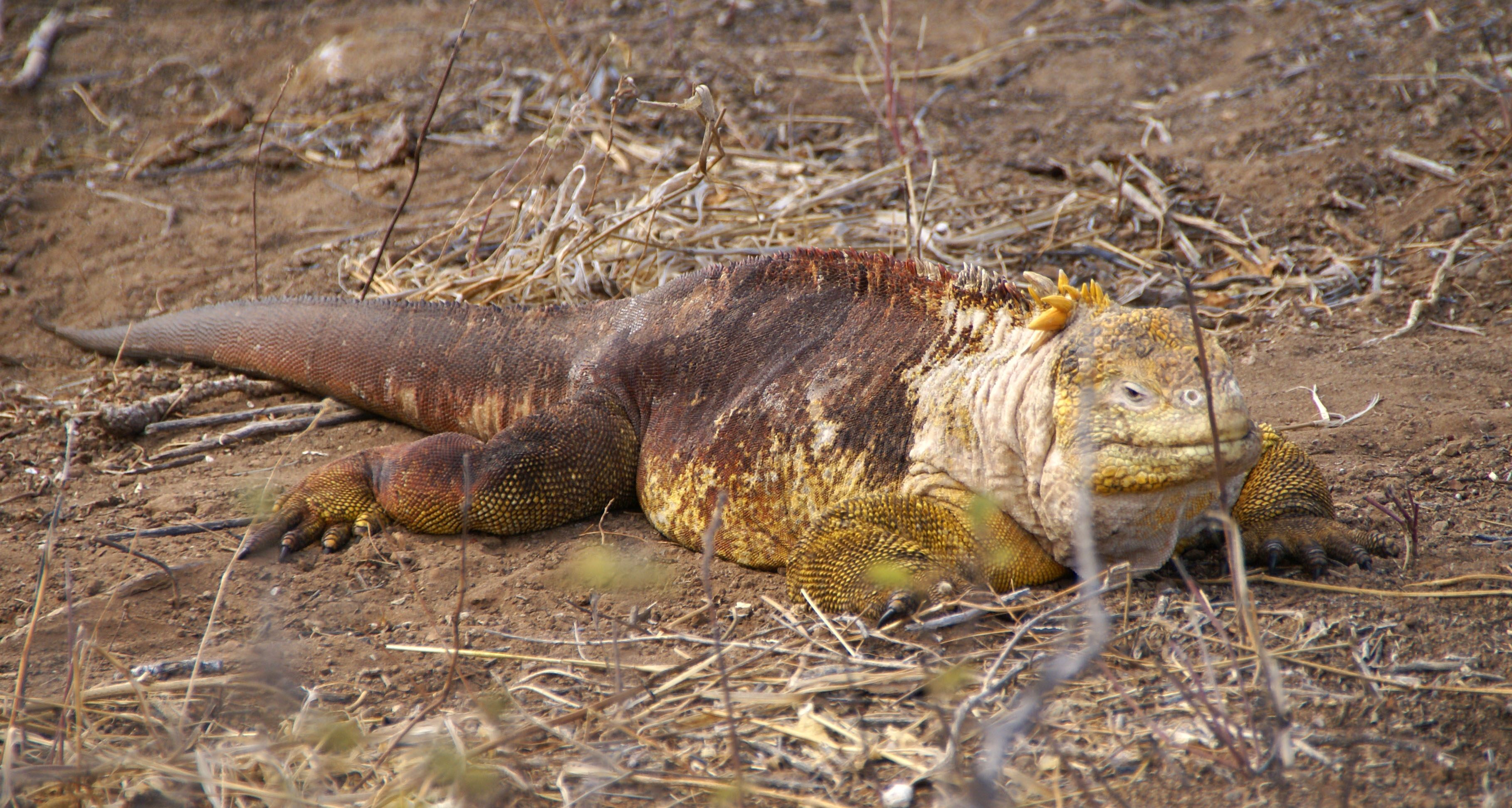
Conolophus subcristatus.

Charles Darwin va descriure aquestes iguanes com "animals lletjos i d'aparença estúpida". La iguana terrestre de les Galápagos fa de 90 a 120 cm de llargada i pesa uns 10 kg. Absorbeixen la calor prenent el sol en la roca volcànica i de nit dormen en forats per tal de no refredar-se. Tenen una relació de simbiosi amb els ocells que els desparatitzen.

## Ecologia

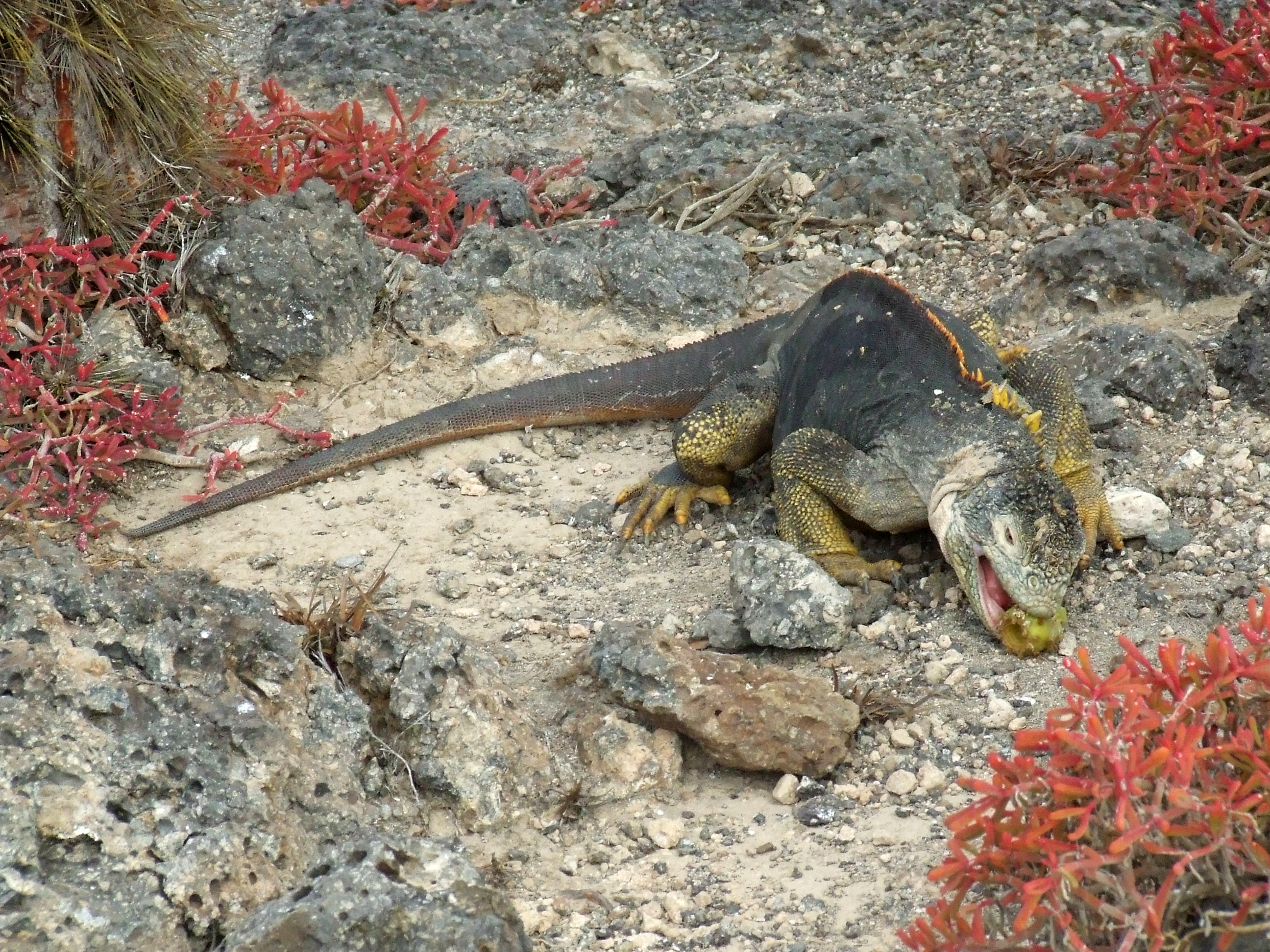
Iguana terrestre menjant

Són principalment herbívores però de forma oportunista poden menjar animals com insectes o menjar carronya. Obtenen la major part de l'aigua que necessiten cactus del gènere Opuntia els quals són el 80% de la seva dieta. Durant l'estació humida veuen dels bassals i s'alimenten de flors del gènere Portulaca.
S'estima que viuen de 0 a 60 anys.
Arriben a la maduresa sexual entre els 8 i els 15 anys, segons l'illa on visquin. Després d'aparellar-se les femelles ponen de 2 a 25 ous en forats, els ous triguen de 90 a 125 dies a descloure's. Es poden hibridar amb la iguana marina.
S'estima que hi ha entre 5.000 i 10.000 iguanes terrestres a les illes Galápagos.